# Existenzielle Psychotherapie
Die Existenzielle Psychotherapie (engl.: existential psychotherapy; auch: existenzialistische Psychotherapie) wurde von Rollo May und Irvin D. Yalom begründet. Diese Form der Einzeltherapie geht von der Einsicht aus, dass viele Menschen als Ergebnis einer Konfrontation mit den existenziellen Grundtatsachen des Menschseins Ängste entwickeln, am Leben verzweifeln und durch kognitiv-rationale Therapieformen nicht erreichbar sind. Solche problem(lösungs)orientierten Therapieformen stoßen hier an ihre Grenzen, da der „Sinn des Lebens“ oder die Frage nach der Sterblichkeit keine „Probleme“ im therapeutischen, sondern eher im philosophischen Sinn darstellen.
Der Psyche kommt die Funktion zu, die vitalen Voraussetzungen der Existenz erlebnismäßig zu repräsentieren und so als Bindeglied zwischen dem Geist und Körper das Wohlbefinden des Menschen und die Erhaltung des Lebens zu hüten. Eine nicht integrierte Psychodynamik führt zu einer Ersetzung des entschiedenen und verantwortlichen Handelns durch psychische Reaktionen und somatische Reflexe. Der therapeutische Zugang erfolgt in diesem Fall durch die Bearbeitung der existenziellen Grundmotivationen.

## Geschichte
Die von Irvin Yalom in den 1980er Jahren ausgearbeitete existenzielle Psychotherapie basiert auf dem älteren Ansatz von Rollo May, der große Anteile des menschlichen Verhaltens mit einer unterschwelligen existenziellen Angst erklärte. Diese Angst könne auf verschiedenen Entwicklungsstufen bis hin zur mutigen Annahme des individuellen Schicksals bewältigt werden.
Yalom, Sohn russischer Einwanderer, war während seiner Ausbildung unzufrieden mit dem klassischen psychoanalytischen Ansatz; seine Frau Marilyn Yalom, die in Literaturwissenschaft promovierte, machte ihn mit Franz Kafka und Albert Camus bekannt.
Yaloms Therapie soll bei der Beantwortung wichtiger Fragen des Klienten rund um den „Sinn des Lebens“ helfen, z. B. in akuten Lebenskrisen, bei Trauerprozessen oder an entscheidenden Lebensübergängen. Sie zielt darauf, den Klienten zu ermutigen, seine eigene Existenz als freie, dabei stets ungewisse anzunehmen, für sie Verantwortung zu tragen und seine Authentizität zu stärken. Yalom steht als Neo-Freudianer teilweise in der Tradition von Sigmund Freud, von dem er insbesondere das Geschichtenerzählen als diagnostisches Instrument übernahm, verwehrte sich jedoch gegen die Nutzung dieser Geschichten zur Pathologisierung der Klienten. Auch arbeitet er nicht mit dem Instinktbegriff, sondern ersetzt diese durch die awareness of ultimate concern, die Wahrnehmung der existenziellen Probleme als universelle Konstante. Von Kierkegaard übernahm er die Einsicht, dass das Sicherheitsempfinden des Menschen extrem zerbrechlich ist und dessen Sinngebungsversuche sich dauernd in der Schwebe befinden, ohne eine endgültige Antwort zu erfahren.
Einige Untersuchungen bestätigen einen positiven Einfluss der Therapie in Lebenskrisen, z. B. bei schweren Erkrankungen.
Ein Vertreter eines ähnlichen Ansatzes ist Viktor Frankl (siehe Logotherapie und Existenzanalyse).

## Formen der Therapie
Als Therapieform lässt sie sich nur schwer in übliche psychotherapeutische Kategorien pressen: Ihr Ansatz ist tiefenpsychologisch mit Ausflügen ins Philosophische, sie interessiert die Genese von Störungen, ihr Fokus liegt aber im „Hier und Jetzt“ und dient der Entwicklung einer lebensbejahenden Haltung. Sie ist auch mit anderen Methoden kombinierbar. Die therapeutische Arbeit, wie Yalom sie beschreibt, basiert im Kern auf einer engen, hierarchiefreien Beziehung zwischen Therapeut und Klient, da der Therapeut vor denselben existenziellen Fragen steht wie sein Klient. Ihr Ziel ist nicht die Wahrheitssuche; das konzeptionelle Grundgerüst soll vielmehr die instrumentelle, aber humane Bearbeitung aktueller Probleme der Klienten und der diesen zugrunde liegenden, teils manifesten, teil verdrängten Ängste ermöglichen. Während Yalom davon ausgeht, dass die Nichtbewältigung existenzieller Probleme zu psychischen Störungen führen kann, vermeiden andere Vertreter der Richtung grundsätzlich die Begriffe der Krankheit oder Störung und dementsprechend den Begriff der Heilung. Eckpunkte der Therapie sind meist
- Stärkung der Selbstreflexion
- Philosophische Erkundung des Problems
- Bewusstseinserweiterung und vor allem die
- Akzeptanz der Conditio humana.

## Die vier existenziellen Grundkonflikte
Im Rahmen der Therapie geht es um die Beantwortung der einen oder anderen der folgenden Grundfragen, die sämtlich Quelle von Ängsten sein können:
- Leben oder Tod (mortality): Es gehört nach Yalom zu den kindlichen Entwicklungsaufgaben, mit den Ängsten vor der eigenen Vernichtung (z. B. als Folge des Todes einer wichtigen Bezugsperson) umgehen zu lernen. Gelingt dies nicht oder wird die Frage verdrängt, kann es zu Störungen der Persönlichkeitsentwicklung kommen.
- Ordnung oder Freiheit (freedom): Ein Grundkonflikt ist das Streben nach größtmöglicher Freiheit bei gleichzeitiger Suche nach Ordnung, Struktur und Bindung. Jedes Individuum konstruiert seine nicht von anderen vorgeplante Welt und trägt auch die Verantwortung für seine Konstruktionen.
- Nähe oder Einsamkeit (isolation): Auch wenn wir den Wunsch nach Schutz und Kontakt haben und den Mitmenschen oft nahekommen, ist die letzte Kluft zu ihnen unüberwindbar. Wir können nicht mit ihnen verschmelzen und müssen die Welt allein durchschreiten.
- Sinn oder Sinnlosigkeit (meaninglessness): Wenn wir konstruktivistisch unsere eigene Welt schaffen und letztlich alleine leben, welchen Sinn hat unsere eigene Existenz? Wie gehen wir mit der Erfahrung der Sinnlosigkeit unserer Handlungen oder unserer eigenen Bedeutungslosigkeit um?

Das letzte Thema erscheint besonders aktuell, weil jeder Mensch heute mit der gesellschaftlichen Leitidee konfrontiert wird, dass jedes Ziel erreichbar sei. Das führt zu Orientierungslosigkeit und zur verbreiteten Angst, die eigenen Potenziale nicht voll auszuschöpfen und ein unbedeutendes, erfolgloses Leben zu führen. Die Entwicklung eines stabilen Selbstwertgefühls wird so erschwert. Als Hauptsymptom gilt der Existenziellen Therapie der Mangel an innerer Erfüllung. Die dominante kommerzialisierte Selbsthilfekultur der Selbstoptimierung kann hier nicht helfen; sie verhindert eine intensive Beschäftigung mit grundlegenden existenziellen Fragen, welche die Existenzielle Therapie adressiert. 
Doch kann sich der Therapeut nur um Sensibilität für diese existenziellen Themen bemühen, die auf verschiedenen Ebenen des Bewusstseins immer wieder aufgeworfen oder auch verdrängt werden, für die er jedoch keine endgültige Lösung bieten kann. Er wird versuchen, sie in die Therapie zu integrieren und damit die Selbstreflexion, Autonomie und Handlungsfähigkeit des Klienten im Rahmen der gegebenen Situation – z. B. bei chronischen Krankheiten – zu stärken und die Entschiedenheit der Haltung des Klienten zur Welt und zu anderen zu klären. Diese Auseinandersetzung mit den existenziellen Grundfragen, die zu persönlichen Wachstums- und Reifungsprozessen führen soll, ist für die Existenzielle Therapie bedeutsamer als die Symptombeseitigung.